# メイ・ウィッティ
メイ・ウィッティ（May Whitty、1865年6月19日 - 1948年5月29日）は、リヴァプール出身のイングランドの女優。メイ・ホイッティと表記されることもある。
女優として史上初めて大英帝国勲章デイム・コマンダー（司令官騎士、DBE：Dame Commander of the Order of the British Empire）を受章した。そのため「デイム (Dame)」を冠して名前が表記されることが多い。

## 略歴
1865年にリヴァプールで新聞編集者ウィリアム・アルフレッド・ウィッティとその妻メアリー・ルイーザ・アシュトンとの間に生まれる。1881年に地元の舞台に立ち、女優としてデビュー。翌年にはロンドンの舞台に立つ。
1892年に俳優ベン・ウェブスターと結婚。
1895年にアメリカに渡り、ブロードウェイの舞台に立つ。1905年にアメリカで娘マーガレットを出産。
1914年にイギリスのサイレント映画『Enoch Arden』で映画デビュー（夫と共演）。その後、数本のサイレント映画に出演。1918年に女優として史上初めて大英帝国勲章デイム・コマンダー（DBE）を受章。1937年に『夜は必ず来る』でハリウッドデビュー。同作で第10回アカデミー賞の助演女優賞にノミネートされる。その後、ハリウッド映画の脇役として様々な作品に出演。1942年の『ミニヴァー夫人』で第15回アカデミー賞の助演女優賞にノミネート。
1948年に癌で死去。

## 主な出演作品
| 公開年 | 邦題 原題                                    | 役名                                 | 備考 |
| ------ | -------------------------------------------- | ------------------------------------ | ---- |
| 1937   | 夜は必ず来る Night Must Fall                 | ブラムソン夫人                       |      |
| 1937   | 征服 Conquest                                | マリア・レティツィア・ボナパルト     |      |
| 1938   | バルカン超特急 The Lady Vanishes             | ミス・フロイ                         |      |
| 1941   | 断崖 Suspicion                               | マーサ・マクレイドロウ               |      |
| 1942   | ミニヴァー夫人 Mrs. Miniver                  | レディ・ベルドン                     |      |
| 1943   | 名犬ラッシー 家路 Lassie Come Home           | ダリー                               |      |
| 1943   | キュリー夫人 Madame Curie                    | ウジェーヌ・キュリー（ピエールの母） |      |
| 1944   | ガス燈 Gaslight (1944 film)                  | Miss Thwaites                        |      |
| 1944   | ドーヴァーの白い崖 The White Cliffs of Dover | 乳母                                 |      |